# سندات إسرائيل

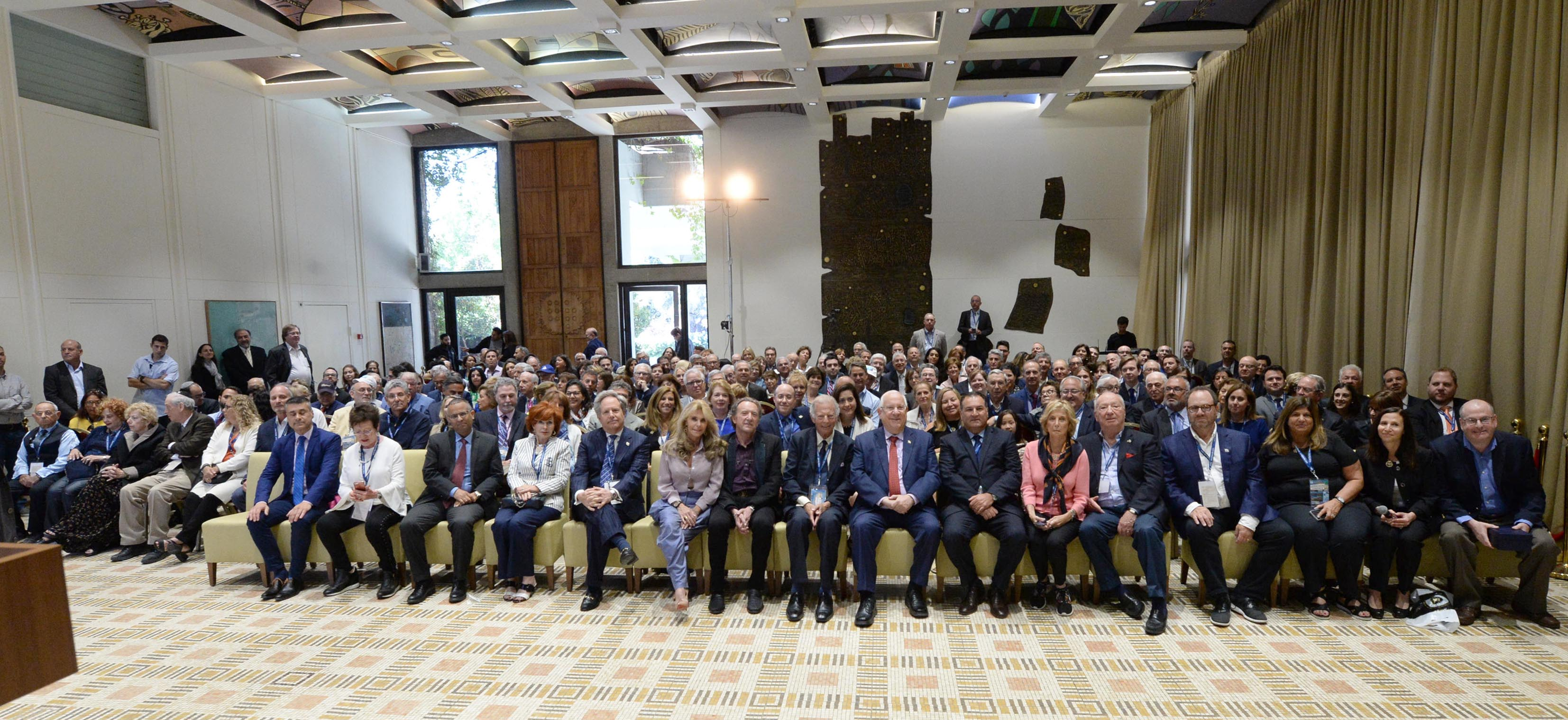

سندات إسرائيل هو الاسم الشائع لشركة التنمية لإسرائيل (DCI) ، الضامن الأمريكي لسندات الدين (سندات إسرائيل) الصادرة عن دولة إسرائيل. يقع المقر الرئيسي لها في مدينة نيويورك ، وهي وسيط-تاجر وعضو في هيئة تنظيم الصناعة المالية (FINRA). أصبح إسرائيل ميمون رئيسًا ومديرًا تنفيذيًا للمنظمة في أكتوبر 2016.
بيع السندات الإسرائيلية هو نطاق عالمي. بالإضافة إلى الولايات المتحدة ، تُباع السندات في كندا من خلال شركة كندا-إسرائيل للأوراق المالية المحدودة ، وأوروبا من خلال شركة التنمية لإسرائيل (المملكة المتحدة) المحدودة. زادت المبيعات باطراد منذ طرح إصدار الاستقلال الأولي في عام 1951 ، بإجمالي مبيعات في جميع أنحاء العالم مبيعات تقترب من 40 مليار دولار. في عام 2013 ، تجاوزت مبيعات السندات الأمريكية الإسرائيلية 1.12 مليار دولار ، وهي المرة الأولى التي تجاوزت فيها المبيعات المحلية علامة المليار دولار. تجاوزت المبيعات مرة أخرى مليار دولار في عامي 2014 و 2015.
في خريف عام 2011 ، أطلقت شركة سندات إسرائيلموقعاً للتجارة الإلكترونية لتسهيل الاستثمار في السندات الإسرائيلية عبر الإنترنت. اعتبارًا من عام 2016 ، تجاوزت الاستثمارات التي تم إجراؤها عبر الموقع الإلكتروني 130 مليون دولار ، يملكها 55000 من حملة السندات حول العالم.